# 李富真
李富真（韩语：／?，1970年10月6日—），是韩国女企业家，為韩国首富、三星集团會長李健熙长女，现任新罗酒店社長。《福布斯》杂志估算她是当今韩国女首富。

## 学歴
- 1989年大元外国語高等学校毕業
- 1993年延世大学儿童专业学士

## 履歴
- 1995年 三星福利财团企划支援组职员
- 2001年 - 2004年 新罗酒店企划部部长
- 2004年 - 2005年 新罗酒店常务，负责经营战略
- 2005年 - 2009年 新罗酒店经营战略担当常务
- 2009年 - 2010年 新罗酒店经营战略担当専務
- 2009年 - 2010年 三星爱宝乐园经营战略担当専務
- 2010年 - 2015年 第一毛织公司经营战略部门担当社長
- 2010年 - 三星物产商社部门顾问、新罗酒店社長
- 2015年 - 三星物产度假村建设部门经营战略部门社長

## 家庭

### 至亲列表
- 父：李健熙 ，韩国首富，三星家族第二代掌门人，已故
- 母：洪罗喜，三星艺术博物馆馆长
- 兄：李在鎔 ，三星電子现任副会長及实际会长，李健熙独子，国立首尔大学校友
- 大妹：李敍顕，三星第一毛織和第一企画常务，韩国第二女首富
- 幼妹：李尹馨 ，2005年自杀亡故，终年26岁
- 前夫：任佑宰
- 子女：一子

### 婚姻
1999年，李富真结婚，丈夫是纯属平民阶级出身的任佑宰，所以当时成为轰动全韩国的头条新闻；当初两人相识于一场慈善活动一见钟情(三星公關通告)，恋爱4年期间李富真非常耐心地说服两方家庭；婚后育有一子。
2014年，李富真提出離婚，理由是“夫妻感情已破裂”，丈夫则开出创韩国之最的1.2兆韩元价码；2016年法院一審判決离婚，李富真需向任佑宰支付86亿韩元。独生子归女方，17年婚姻结束。任佑宰對判決不服。2019年9月26日，法院二审維持李富真与任佑宰離婚的判決，但李富真向任佑宰支付金額則漲至141亿韩元。2020年1月16日，韓國大法院終審維持二審判決，李富真获得子女监护权和抚养权，任佑宰获得每月两次和寒暑期间的子女探视权，同時任佑宰分得141.13亿韩元财产。